# 가와나미촌 (오카야마현)
가와나미촌(川南村)은 오카야마현 마니와군에 있던 촌이다.  현재의 마니와시의 일부에 해당한다.

## 역사
- 1889년 6월 1일 - 정촌제 시행에 수반해 고우촌, 소우촌, 도미노오촌이 합병해 마시마군 가와나미촌이 성립하였다
- 1900년 4월 1일 - 오바군과 합병해 마니와군이 성립하여 가와나미촌은 마니와군에 소속되었다.
- 1904년 6월 1일 - 구세정에 편입해, 동일 가와나미촌은 폐지되었다.

## 오아자
현재는 마니와시의 오아자가 그대로 계승되고 있다. 
- 고우 神（こう） 〒719-3206
- 소우 惣（そう） 〒719-3204
- 도미노오 富尾（とみのお） 〒719-3203

## 참고문헌
- 和泉橋警察署 『新旧対照市町村一覧』第2冊（東京：加藤孫次郎、1889（明22））
- 地名編纂委員会 『角川日本地名大辞典33 岡山』（角川学芸出版、1989、ISBN 4040013301）